# Karl Ludwig Hencke
Karl Ludwig Hencke (8. března 1793, Driesen – 21. září 1866, Marienwerder) byl německý astronom. Objevil dvě planetky, 5 Astraea a 6 Hebe. Na jeho počest byla pojmenována planetka 2005 Hencke.